# Schoonbeek
Schoonbeek is een gehucht van de voormalige Belgische gemeente Beverst, dat in 1977 gefuseerd werd met de stad Bilzen. Het gehucht telt circa 2800 inwoners. Het noordelijk deel van het gehucht, dat aan de stad Genk grenst, is nog grotendeels bebost.
Schoonbeek werd voor het eerst vermeld in 1333 en was steeds een gehucht van de stad Bilzen. Wegens de verre afstand tot het centrum van Bilzen werd Schoonbeek in 1837 bij de parochie Beverst gevoegd. In 1878 werd Schoonbeek definitief bij de gemeente Beverst gevoegd.
Door de nabijheid van de Fordfabriek te Genk en het industriegebied Genk-Zuid ontwikkelde Schoonbeek zich vanaf de jaren zestig van de twintigste eeuw tot een woondorp en kwamen er nieuwe wijken. Schoonbeek werd hierdoor de grootste kern in de deelgemeente Beverst. In 1961 werd er een hulpkerk opgericht die afhing van Beverst en in 1978 werd Schoonbeek een zelfstandige parochie. In 1993 werd de nieuwe parochiekerk van Schoonbeek ingewijd.

## Bezienswaardigheden
- Waterkasteel van Schoonbeek, met een vijver aan de linkerzijde van het gebouw die versmald doorloopt aan de voorkant. Achter het kasteel is een groot park.
- De Onze-Lieve-Vrouw Maagd der Armenkerk, gelegen aan de Schoolstraat, is een modernistisch kerkgebouw uit 1993.
- De Lenaertshoeve, een vakwerkhoeve aan Waterkasteelstraat 6 te Schoonbeek, uit de 2e helft van de 19e eeuw.
- De bossen van Schoonbeek[1].

## Galerij

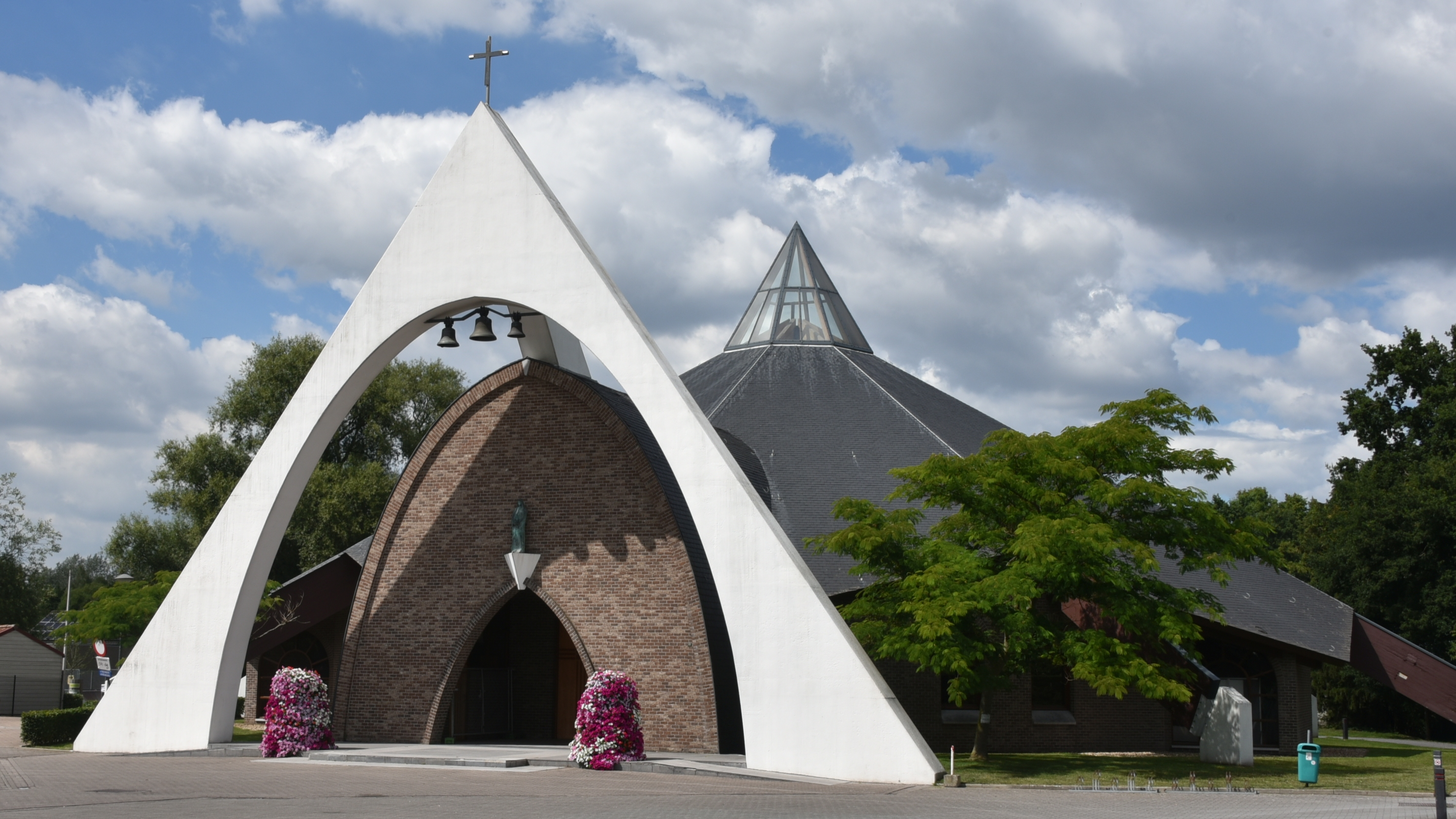
Onze-Lieve-Vrouw Maagd der Armenkerk
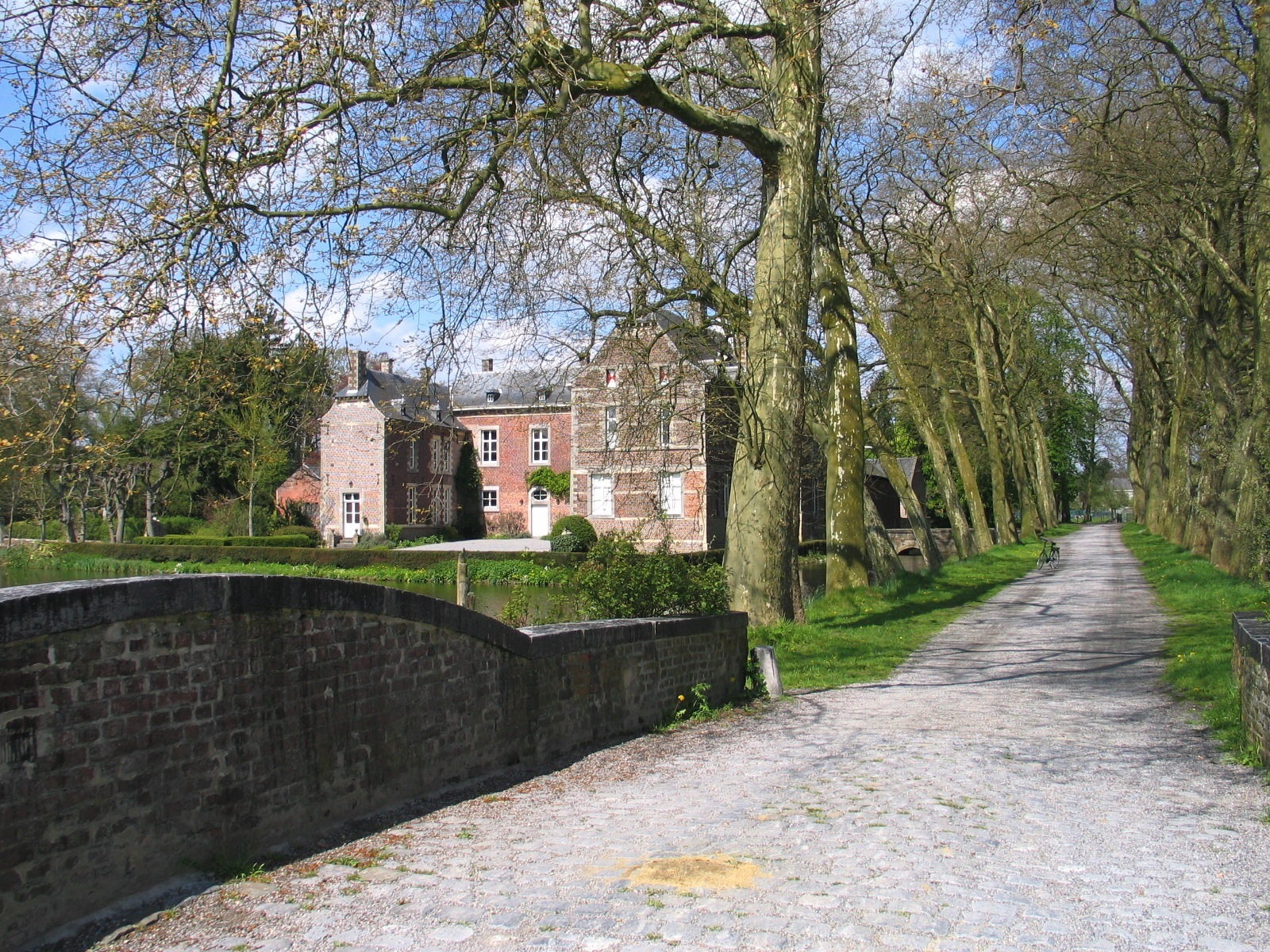
Het waterkasteel van Schoonbeek

## Trivia
- Schoonbeek kwam in de pers toen in de zomermaanden van 2007 een samenscholingsverbod werd uitgevaardigd door burgemeester Johan Sauwens. Dit samenscholingsverbod werd uitgevaardigd op Schoonbeek wijk en was omdat de bewoners van de wijk klaagden over geluidsoverlast, straatgeweld, drugs, bedreigingen en vandalisme.